# Episodi di Rick & Steve: The Happiest Gay Couple in All the World (prima stagione)
La prima stagione della serie televisiva Rick & Steve: The Happiest Gay Couple in All the World, composta da 6 episodi, non è mai stata trasmessa in Italia
Negli Stati Uniti d'America è trasmessa dal 10 luglio 2007 da Logo.
| nº | Titolo originale               | Prima TV USA   | Prima TV Italia |
| -- | ------------------------------ | -------------- | --------------- |
| 1  | Guess Who's Coming for Quiche? | 10 luglio 2007 | Inedita         |
| 2  | Bush Baby                      | 17 luglio 2007 | Inedita         |
| 3  | Damn Straights                 | 24 luglio 2007 | Inedita         |
| 4  | It's Raining Pussy             | 31 luglio 2007 | Inedita         |
| 5  | Save Our Seamen                | 14 agosto 2007 | Inedita         |
| 6  | Hormonally Yours               | 28 agosto 2007 | Inedita         |

## Guess Who's Coming for Quiche?
- Diretto da: Q. Allan Brocka
- Scritto da: Q. Allan Brocka

### Trama
Dana e Kirsten chiedono a Rick di donare lo sperma per inseminare Kirsten. Sono d'accordo ma mescolano segretamente lo sperma di Steve a quello di Rick. Rick e Steve considerano un Ménage à trois per rendere più piccante il loro rapporto.

## Bush Baby
- Diretto da: Q. Allan Brocka
- Scritto da: Q. Allan Brocka

### Trama
Rick e Steve vedono un consulente matrimoniale che consiglia loro di coinvolgersi a vicenda nei loro hobby. Dana e Kirsten chiamano la loro figlia "Echinacea" e sono inorridite quando la prima parola di Echinacea è "Bush".

## Damn Straights
- Diretto da: Q. Allan Brocka
- Scritto da: Q. Allan Brocka

### Trama
Dopo aver accidentalmente spruzzato lo sperma su se stessa nell'ultimo episodio, Dana è incinta. I genitori di Steve vengono per una visita ma si rifiutano di credere che Rick sia un uomo. Evan deve lasciare West Lahunga Beach in cerca di marijuana medica.

## It's Raining Pussy
- Diretto da: Q. Allan Brocka
- Scritto da: Q. Allan Brocka

### Trama
Dopo che il suo 17° fidanzato se n'è andato, l'amico di Rick e Steve, Condi tenta il suo 17º suicidio, poi cerca di rubare Evan da Chuck. Nel frattempo, Pussy organizza i gatti del vicinato in una vendetta contro Dana dopo che hanno trasformato la stanza di Pussy in un asilo nido.

## Save Our Seamen
- Diretto da: Q. Allan Brocka
- Scritto da: Q. Allan Brocka

### Trama
Il gruppo va in crociera con la famiglia Cruisey Cruise. A bordo, devono fare i conti con l'ex fidanzato di Rick Hunter, il clandestino Condi, per poi essere abbandonati su un iceberg.

## Hormonally Yours
- Diretto da: Q. Allan Brocka
- Scritto da: Q. Allan Brocka

### Trama
Dana e Rick entrano in uno stato alterato indotto da ormoni, Dana dalla gravidanza e Rick da uno steroide a base di erbe. Dana diventa dolce ma ossessionata dall'infanzia. Rick è ossessionato dall'essere "magro-grasso" e si sta allenando diventando incontrollabilmente eccitato. Nel frattempo, Steve cerca di espandere la sua attività incontrando i Repubblicani locali dei Log Cabin, ma si imbatte casualmente in una riunione "K K Gay". Dana entra in travaglio.